# Apsilochorema buergersi
Apsilochorema buergersi är en nattsländeart som beskrevs av Georg Ulmer 1938. Apsilochorema buergersi ingår i släktet Apsilochorema och familjen Hydrobiosidae. Inga underarter finns listade i Catalogue of Life.